# Kommunalwahlen in Portugal 2021
Die Kommunalwahlen in Portugal 2021 fanden am 26. September 2021 in Portugal statt. Mit ihr wurden die Amtsträger der Kommunalen Selbstverwaltung in Portugal gewählt, insbesondere die Bürgermeister (portugiesisch Presidentes da Câmara) der 308 Stadtverwaltungen (portugiesisch Câmara Municipal), dazu die Bürgermeister (portugiesisch Presidentes da Junta de Freguesia) der 3.091 Gemeinden (portugiesische Freguesia).
Nach Auszählung aller Stimmen ging die sozialdemokratische PS mit 34,23 % als Wahlsieger hervor und gewann 148 der 308 Rathäuser im Land. Es folgten die gemeinsamen Kandidaten der liberal-konservativen PSD und der rechtskonservativen CDS, die insgesamt 18,45 % und 41 Stadtverwaltungen errangen, die allein antretenden PSD-Kandidaten mit 13,21 % und 19 Rathäusern, und die Kandidaten der kommunistischen CDU mit 8,21 % und 19 Rathäusern. Die rechtspopulistische Chega trat hier erstmals bei Kommunalwahlen an und erhielt 4,16 % der Stimmen, ohne ein eigenes Bürgermeisteramt erreicht zu haben.

## Ergebnisse in ausgewählten Kommunen
Gemeinden mit mehr als 200.000 Einwohnern.

### Lissabon
Câmara municipal
| Listen            | Listen                                                  | Stimmen | %    | Mandate |
| ----------------- | ------------------------------------------------------- | ------- | ---- | ------- |
|                   | Partido Social Democrata – CDS-PP – Aliança – MPT – PPM | 83.163  | 35,3 | 7       |
|                   | Partido Socialista – LIVRE                              | 80.869  | 34,4 | 7       |
|                   | Coligação Democrática Unitária                          | 25.520  | 10,8 | 2       |
|                   | Bloco de Esquerda                                       | 15.054  | 6,4  | 1       |
|                   | Chega                                                   | 10.713  | 4,6  | –       |
|                   | Iniciativa Liberal                                      | 10.238  | 4,4  | –       |
|                   | Pessoas – Animais – Natureza                            | 6.625   | 2,8  | –       |
|                   | Volt Portugal                                           | 1.011   | 0,4  | –       |
|                   | Somos Todos Lisboa                                      | 864     | 0,4  | –       |
|                   | Nós, Cidadãos!                                          | 530     | 0,2  | –       |
|                   | Ergue-te                                                | 339     | 0,1  | –       |
|                   | Partido Democrático Republicano                         | 319     | 0,1  | –       |
| Gesamt            | Gesamt                                                  | 235.298 | 100  | 17      |
|                   |                                                         |         |      |         |
| Ungültige Stimmen | Ungültige Stimmen                                       | 7.445   | 3,1  |         |
| Wähler            | Wähler                                                  | 242.743 | 51,0 |         |
| Wahlberechtigte   | Wahlberechtigte                                         | 476.050 |      |         |

Assembleia municipal
| Listen            | Listen                                                  | Stimmen | %    | Mandate |
| ----------------- | ------------------------------------------------------- | ------- | ---- | ------- |
|                   | Partido Social Democrata – CDS-PP – Aliança – MPT – PPM | 75.616  | 32,2 | 17      |
|                   | Partido Socialista – LIVRE                              | 74.765  | 31,9 | 17      |
|                   | Coligação Democrática Unitária                          | 26.890  | 11,5 | 6       |
|                   | Bloco de Esquerda                                       | 18.528  | 7,9  | 4       |
|                   | Iniciativa Liberal                                      | 14.447  | 6,2  | 3       |
|                   | Chega                                                   | 13.004  | 5,5  | 3       |
|                   | Pessoas – Animais – Natureza                            | 8.573   | 3,7  | 1       |
|                   | Volt Portugal                                           | 1.401   | 0,6  | –       |
|                   | Somos Todos Lisboa                                      | 1.069   | 0,5  | –       |
|                   | Ergue-te                                                | 438     | 0,2  | –       |
| Gesamt            | Gesamt                                                  | 234.731 | 100  | 51      |
|                   |                                                         |         |      |         |
| Ungültige Stimmen | Ungültige Stimmen                                       | 8.008   | 3,3  |         |
| Wähler            | Wähler                                                  | 242.739 | 50,9 |         |
| Wahlberechtigte   | Wahlberechtigte                                         | 476.740 |      |         |

- Carlos Moedas (PSD) wurde zum Bürgermeister (Presidente da Câmara Municipal) gewählt.

### Sintra
Câmara municipal
| Listen            | Listen                                                              | Stimmen | %    | Mandate |
| ----------------- | ------------------------------------------------------------------- | ------- | ---- | ------- |
|                   | Partido Socialista                                                  | 45.746  | 36,9 | 5       |
|                   | Partido Social Democrata – CDS-PP – Aliança – MPT – PDR – PPM – RIR | 35.698  | 28,8 | 4       |
|                   | Chega                                                               | 11.793  | 9,5  | 1       |
|                   | Coligação Democrática Unitária                                      | 11.696  | 9,4  | 1       |
|                   | Bloco de Esquerda                                                   | 7.538   | 6,1  | –       |
|                   | Pessoas – Animais – Natureza                                        | 4.216   | 3,4  | –       |
|                   | Nós, Cidadãos!                                                      | 3.859   | 3,1  | –       |
|                   | Iniciativa Liberal                                                  | 3.488   | 2,8  | –       |
| Gesamt            | Gesamt                                                              | 124.034 | 100  | 11      |
|                   |                                                                     |         |      |         |
| Ungültige Stimmen | Ungültige Stimmen                                                   | 5.705   | 4,4  |         |
| Wähler            | Wähler                                                              | 129.739 | 40,1 |         |
| Wahlberechtigte   | Wahlberechtigte                                                     | 323.280 |      |         |

Assembleia municipal
| Listen            | Listen                                                              | Stimmen | %    | Mandate |
| ----------------- | ------------------------------------------------------------------- | ------- | ---- | ------- |
|                   | Partido Socialista                                                  | 43.643  | 35,3 | 13      |
|                   | Partido Social Democrata – CDS-PP – Aliança – MPT – PDR – PPM – RIR | 33.211  | 26,8 | 9       |
|                   | Chega                                                               | 12.787  | 10,3 | 3       |
|                   | Coligação Democrática Unitária                                      | 12.573  | 10,2 | 3       |
|                   | Bloco de Esquerda                                                   | 8.598   | 6,9  | 2       |
|                   | Pessoas – Animais – Natureza                                        | 4.939   | 4,0  | 1       |
|                   | Iniciativa Liberal                                                  | 4.038   | 3,3  | 1       |
|                   | Nós, Cidadãos!                                                      | 3.963   | 3,2  | –       |
| Gesamt            | Gesamt                                                              | 123.752 | 100  | 33      |
|                   |                                                                     |         |      |         |
| Ungültige Stimmen | Ungültige Stimmen                                                   | 5.987   | 4,6  |         |
| Wähler            | Wähler                                                              | 129.739 | 40,1 |         |
| Wahlberechtigte   | Wahlberechtigte                                                     | 323.280 |      |         |

- Basílio Horta (PS) wurde zum Bürgermeister gewählt.

### Vila Nova de Gaia
Câmara municipal
| Listen            | Listen                                  | Stimmen | %    | Mandate |
| ----------------- | --------------------------------------- | ------- | ---- | ------- |
|                   | Partido Socialista                      | 73.713  | 60,4 | 9       |
|                   | Partido Social Democrata – CDS-PP – PPM | 22.409  | 18,4 | 2       |
|                   | Coligação Democrática Unitária          | 6.162   | 5,1  | –       |
|                   | Bloco de Esquerda                       | 5.887   | 4,8  | –       |
|                   | Chega                                   | 5.368   | 4,4  | –       |
|                   | Iniciativa Liberal                      | 3.760   | 3,1  | –       |
|                   | Pessoas – Animais – Natureza            | 3.484   | 2,9  | –       |
|                   | PDR – MPT                               | 606     | 0,5  | –       |
|                   | LIVRE                                   | 582     | 0,5  | –       |
| Gesamt            | Gesamt                                  | 121.971 | 100  | 11      |
|                   |                                         |         |      |         |
| Ungültige Stimmen | Ungültige Stimmen                       | 5.575   | 4,4  |         |
| Wähler            | Wähler                                  | 127.546 | 47,7 |         |
| Wahlberechtigte   | Wahlberechtigte                         | 267.468 |      |         |

Assembleia municipal
| Listen            | Listen                                  | Stimmen | %    | Mandate |
| ----------------- | --------------------------------------- | ------- | ---- | ------- |
|                   | Partido Socialista                      | 63.988  | 52,8 | 19      |
|                   | Partido Social Democrata – CDS-PP – PPM | 25.466  | 21,0 | 7       |
|                   | Bloco de Esquerda                       | 8.694   | 7,2  | 2       |
|                   | Coligação Democrática Unitária          | 7.177   | 5,9  | 2       |
|                   | Chega                                   | 5.748   | 4,7  | 1       |
|                   | Pessoas – Animais – Natureza            | 4.769   | 3,9  | 1       |
|                   | Iniciativa Liberal                      | 4.376   | 3,6  | 1       |
|                   | PDR – MPT                               | 906     | 0,7  | –       |
| Gesamt            | Gesamt                                  | 121.124 | 100  | 33      |
|                   |                                         |         |      |         |
| Ungültige Stimmen | Ungültige Stimmen                       | 6.432   | 5,0  |         |
| Wähler            | Wähler                                  | 127.556 | 47,7 |         |
| Wahlberechtigte   | Wahlberechtigte                         | 267.468 |      |         |

- Eduardo Vítor Rodrigues (PS) wurde zum Bürgermeister gewählt.

### Porto
Câmara municipal
| Listen                                 | Listen                         | Stimmen | %    | Mandate |
| -------------------------------------- | ------------------------------ | ------- | ---- | ------- |
|                                        | Rui Moreira - Aqui há Porto!   | 41.213  | 42,1 | 6       |
|                                        | Partido Socialista             | 18.192  | 18,6 | 3       |
|                                        | Partido Social Democrata       | 17.481  | 17,9 | 2       |
|                                        | Coligação Democrática Unitária | 7.610   | 7,8  | 1       |
|                                        | Bloco de Esquerda              | 6.321   | 6,5  | 1       |
|                                        | Pessoas – Animais – Natureza   | 2.821   | 2,9  | –       |
|                                        | Chega                          | 2.983   | 3,1  | –       |
|                                        | LIVRE                          | 461     | 0,5  | –       |
|                                        | Volt Portugal                  | 424     | 0,4  | –       |
|                                        | Partido Popular Monárquico     | 211     | 0,2  | –       |
|                                        | Ergue-te                       | 79      | 0,1  | –       |
| Gesamt                                 | Gesamt                         | 97.796  | 100  | 13      |
|                                        |                                |         |      |         |
| Ungültige Stimmen                      | Ungültige Stimmen              | 3.383   | 3,3  |         |
| Wähler                                 | Wähler                         | 101.179 | 48,8 |         |
| Wahlberechtigte                        | Wahlberechtigte                | 207.129 |      |         |
|                                        |                                |         |      |         |
| Quelle: Assembleia de Apuramento Geral |                                |         |      |         |

Assembleia municipal
| Listen                                 | Listen                         | Stimmen | %    | Mandate |
| -------------------------------------- | ------------------------------ | ------- | ---- | ------- |
|                                        | Rui Moreira - Aqui há Porto!   | 35.007  | 35,8 | 15      |
|                                        | Partido Socialista             | 19.370  | 19,8 | 8       |
|                                        | Partido Social Democrata       | 18.918  | 19,4 | 8       |
|                                        | Coligação Democrática Unitária | 8.478   | 8,7  | 3       |
|                                        | Bloco de Esquerda              | 7.619   | 7,8  | 3       |
|                                        | Pessoas – Animais – Natureza   | 3.624   | 3,7  | 1       |
|                                        | Chega                          | 3.445   | 3,5  | 1       |
|                                        | LIVRE                          | 630     | 0,6  | –       |
|                                        | Partido Popular Monárquico     | 276     | 0,3  |         |
| Gesamt                                 | Gesamt                         | 97.678  | 100  | 39      |
|                                        |                                |         |      |         |
| Ungültige Stimmen                      | Ungültige Stimmen              | 3.490   | 3,4  |         |
| Wähler                                 | Wähler                         | 101.168 | 48,8 |         |
| Wahlberechtigte                        | Wahlberechtigte                | 207.129 |      |         |
|                                        |                                |         |      |         |
| Quelle: Assembleia de Apuramento Geral |                                |         |      |         |

- Rui Moreira (Unabh.) wurde zum Bürgermeister gewählt.

### Cascais
Câmara municipal
| Listen            | Listen                            | Stimmen | %    | Mandate |
| ----------------- | --------------------------------- | ------- | ---- | ------- |
|                   | Partido Social Democrata – CDS-PP | 41.963  | 54,3 | 7       |
|                   | Partido Socialista – PAN – LIVRE  | 17.265  | 22,3 | 3       |
|                   | Chega                             | 5.927   | 7,7  | 1       |
|                   | Coligação Democrática Unitária    | 4.304   | 5,6  | –       |
|                   | Iniciativa Liberal                | 3.469   | 4,5  | –       |
|                   | Bloco de Esquerda                 | 2.919   | 3,8  | –       |
|                   | Nós, Cidadãos! – PPM              | 1.471   | 1,9  | –       |
| Gesamt            | Gesamt                            | 77.318  | 100  | 11      |
|                   |                                   |         |      |         |
| Ungültige Stimmen | Ungültige Stimmen                 | 2.540   | 3,2  |         |
| Wähler            | Wähler                            | 79.858  | 44,6 |         |
| Wahlberechtigte   | Wahlberechtigte                   | 179.237 |      |         |

Assembleia municipal
| Listen            | Listen                            | Stimmen | %    | Mandate |
| ----------------- | --------------------------------- | ------- | ---- | ------- |
|                   | Partido Social Democrata – CDS-PP | 37.641  | 48,8 | 18      |
|                   | Partido Socialista – PAN – LIVRE  | 18.465  | 23,9 | 8       |
|                   | Chega                             | 6.576   | 8,5  | 3       |
|                   | Coligação Democrática Unitária    | 4.981   | 6,5  | 2       |
|                   | Iniciativa Liberal                | 4.095   | 5,3  | 1       |
|                   | Bloco de Esquerda                 | 3.779   | 4,9  | 1       |
|                   | Nós, Cidadãos! – PPM              | 1.570   | 2,0  | –       |
| Gesamt            | Gesamt                            | 77.107  | 100  | 33      |
|                   |                                   |         |      |         |
| Ungültige Stimmen | Ungültige Stimmen                 | 2.759   | 3,5  |         |
| Wähler            | Wähler                            | 79.866  | 44,6 |         |
| Wahlberechtigte   | Wahlberechtigte                   | 179.237 |      |         |

- Carlos Carreiras (PSD) wurde zum Bürgermeister gewählt.

### Loures
Câmara municipal
| Listen            | Listen                                          | Stimmen | %    | Mandate |
| ----------------- | ----------------------------------------------- | ------- | ---- | ------- |
|                   | Partido Socialista                              | 25.761  | 33,0 | 4       |
|                   | Coligação Democrática Unitária                  | 23.815  | 30,5 | 4       |
|                   | Partido Social Democrata                        | 11.456  | 14,7 | 2       |
|                   | Chega                                           | 6.895   | 8,8  | 1       |
|                   | Bloco de Esquerda                               | 3.155   | 4,0  | –       |
|                   | Iniciativa Liberal                              | 2.727   | 3,5  | –       |
|                   | Pessoas – Animais – Natureza                    | 1.824   | 2,3  | –       |
|                   | Centro Democrático e Social – Partido Popular   | 1.246   | 1,6  | –       |
|                   | Partido Comunista dos Trabalhadores Portugueses | 1.248   | 1,6  | –       |
| Gesamt            | Gesamt                                          | 78.127  | 100  | 11      |
|                   |                                                 |         |      |         |
| Ungültige Stimmen | Ungültige Stimmen                               | 3.664   | 4,5  |         |
| Wähler            | Wähler                                          | 81.791  | 48,3 |         |
| Wahlberechtigte   | Wahlberechtigte                                 | 169.257 |      |         |

Assembleia municipal
| Listen            | Listen                                          | Stimmen | %    | Mandate |
| ----------------- | ----------------------------------------------- | ------- | ---- | ------- |
|                   | Partido Socialista                              | 26.865  | 34,5 | 12      |
|                   | Coligação Democrática Unitária                  | 20.745  | 26,6 | 10      |
|                   | Partido Social Democrata                        | 11.477  | 14,7 | 5       |
|                   | Chega                                           | 7.423   | 9,5  | 3       |
|                   | Bloco de Esquerda                               | 3.812   | 4,9  | 1       |
|                   | Iniciativa Liberal                              | 3.023   | 3,9  | 1       |
|                   | Pessoas – Animais – Natureza                    | 2.294   | 2,9  | 1       |
|                   | Centro Democrático e Social – Partido Popular   | 1.285   | 1,7  | –       |
|                   | Partido Comunista dos Trabalhadores Portugueses | 920     | 1,2  | –       |
| Gesamt            | Gesamt                                          | 77.844  | 100  | 33      |
|                   |                                                 |         |      |         |
| Ungültige Stimmen | Ungültige Stimmen                               | 3.957   | 4,8  |         |
| Wähler            | Wähler                                          | 81.801  | 48,3 |         |
| Wahlberechtigte   | Wahlberechtigte                                 | 169.257 |      |         |

- Ricardo Leão (PS) wurde zum Bürgermeister gewählt.